# Spedizione Filchner
La spedizione Filchner è stata una missione esplorativa finanziata dalla Germania e diretta verso le regioni antartiche. Svoltasi negli anni 1911-1912 la missione era comandata da Wilhelm Filchner.

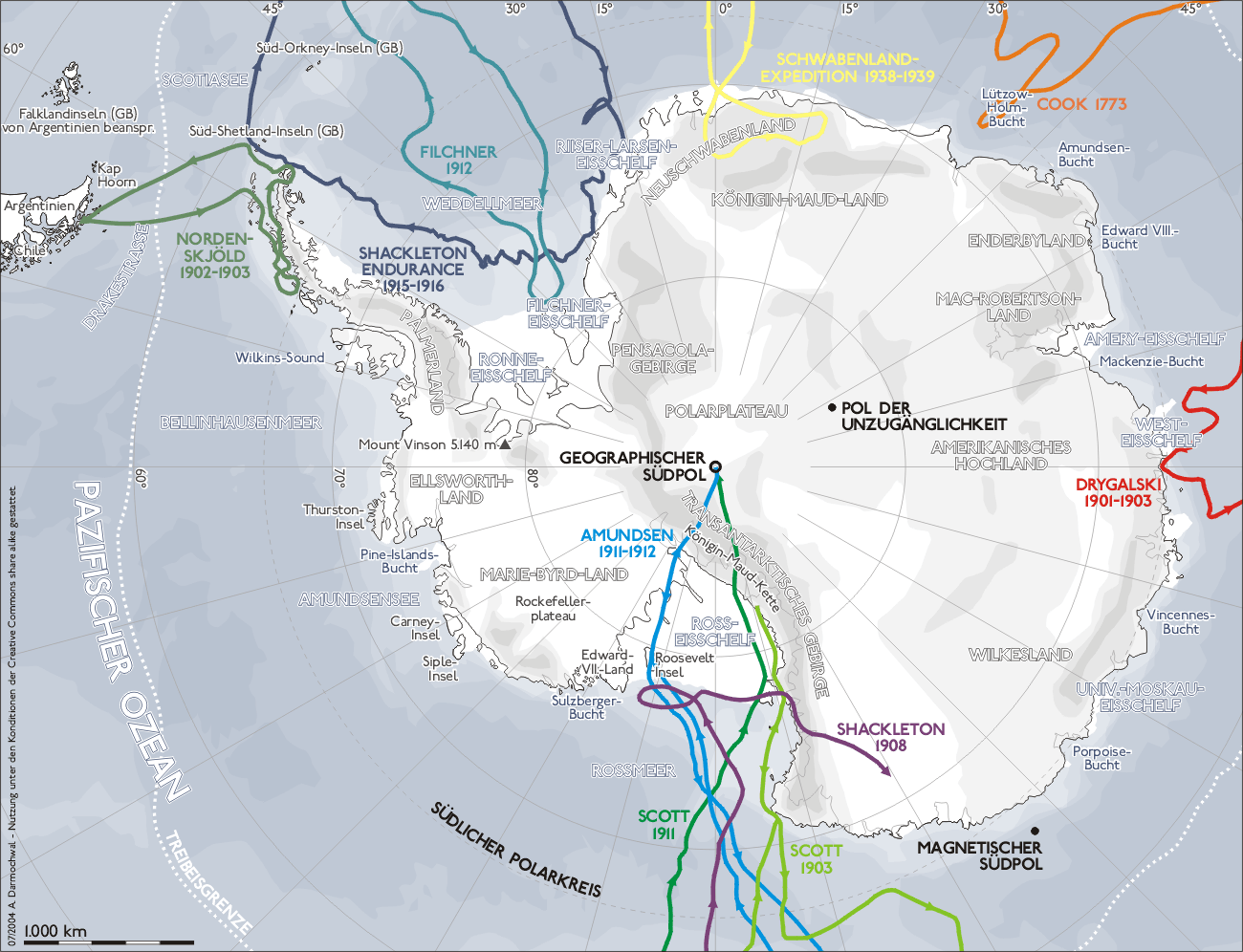
Il percorso della spedizione.

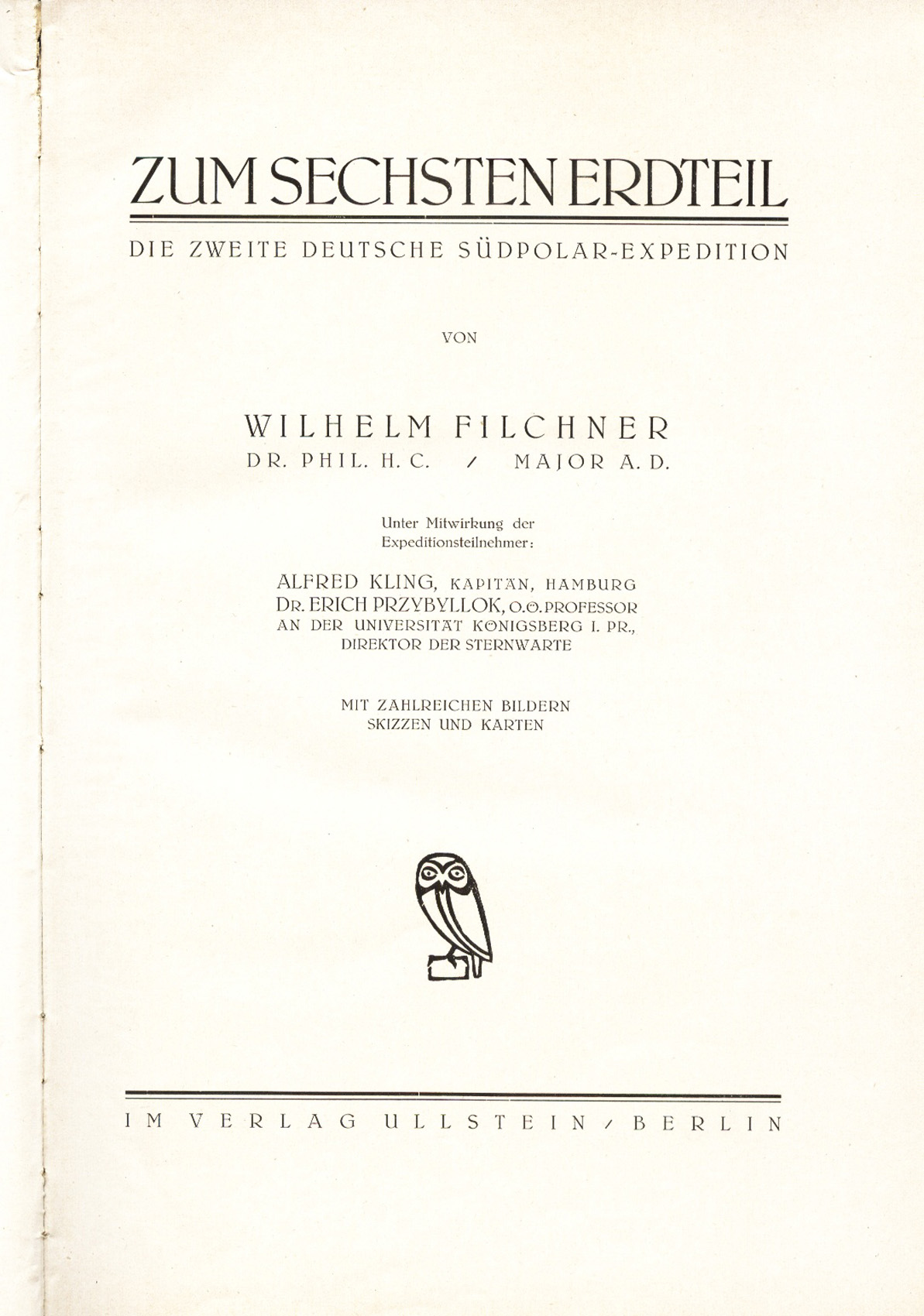
Il libro di Filchner sulla spedizione.

Dopo una spedizione di addestramento nelle isole Svalbard, Filchner partì con la sua squadra a bordo della nave Deutschland (Germania in tedesco) il 4 maggio 1911. La spedizione entra nel mare di Weddell e scopre la costa di Luitpold e, nella sua estremità meridionale la baia di Vahsel. La nave si spinge ad una latitudine di 78 ° sud, sino alla barriera Filchner-Ronne battezzata originariamente da Filchner in onore del kaiser Guglielmo II.
La Deutschland si trova impossibilitata a muoversi a causa del pack. Dopo un tentativo fallito a causa dell'instabilità dei ghiacci di impiantare una base nella baia di Vahsel, gli uomini di Filchner riescono a liberare il battello dai ghiacci soltanto nel settembre 1912. Le correnti hanno nel frattempo spostato la nave verso nord per 300 km lungo il mare di Weddell.
La spedizione di Filchner è stata la prima nel mare di Weddell dopo quella dello stesso James Weddell, 80 anni prima.
Anche dopo tutte queste prove, la nave Deutschland è a tutt'oggi in grado di tenere il mare.